# Wally Moes
Wilhelmina Walburga Moes, coneguda com a Wally Moes (Amsterdam, 16 d'octubre de 1856 – Larén, 6 de novembre de 1918) fou una pintora de gènere i escriptora neerlandesa.

## Biografia
Moes va estudiar en la Rijksacademie voor Beeldende Kunsten en Amsterdam i va continuar rebent lliçons del pintor August Allebé a la «classe de senyores», juntament amb les alumnes Arina Hugenholtz, Alida Loder i Antoinette Zimmerman. En 1878 va abandonar junt amb altres alumnes després que la seva petició per acomiadar a alguns professors es va denegar. Va tornar el 1880 quan Allebé va ser nomenat director. Amb el qual va continuar les seves bones relacions i van mantenir correspondència després de la seva graduació.{
En l'estiu de 1880 Moes va conèixer a la pintora de retrats Thérèse Schwartze qui li va presentar els seus amics i clients. Després d'una breu estada a Alemanya va tornar a Amsterdam i es va graduar oficialment el 1884. En aquest mateix any va viatjar amb Thérèse a París on van treballar en obres per presentar-les al Saló de París. Una de les seves pintures va ser acceptada, la van col·locar molt alta a dalt d'una paret. Al maig les pintores van tornar a Amsterdam i Moes va muntar el seu propi taller a la casa de la seva mare. Aquest mateix estiu va marxar a la colònia d'art en Laren per primera vegada on va conèixer els pintors Anton Mauve, Max Liebermann i Jan Veth.
Malgrat no ser gravadora va rebre una invitació el 1885 per presentar obra en el recentment format Club neerlandès Etcher, per al qual va realitzar un aiguafort durant diversos anys per a la seva revista anual. En aquest període es va convertir en membre de l'Arti et Amicitiae i va vendre una pintura al Museu Boijmans Van Beuningen.
El 1898 es va traslladar a Larén on va viure a l'Hotel Hamdorff, un lloc de trobada per a artistes. El 1908 va haver d'abandonar a causa de la seva malaltia d'artritis i va deixar de pintar, començant a escriure històries. Les seves dècades de treball especialitzada en escenes diàries de la gent de Laren li van guanyar un lloc en la història de la ciutat. Un premi local per al treball de voluntari porta el seu nom.
Moes va morir en Laren. La seva autobiografia no va ser publicada fins a l'any 1961.

## Galeria

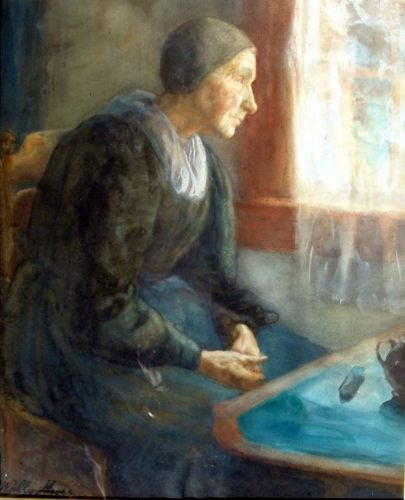
Figura vora la finestra
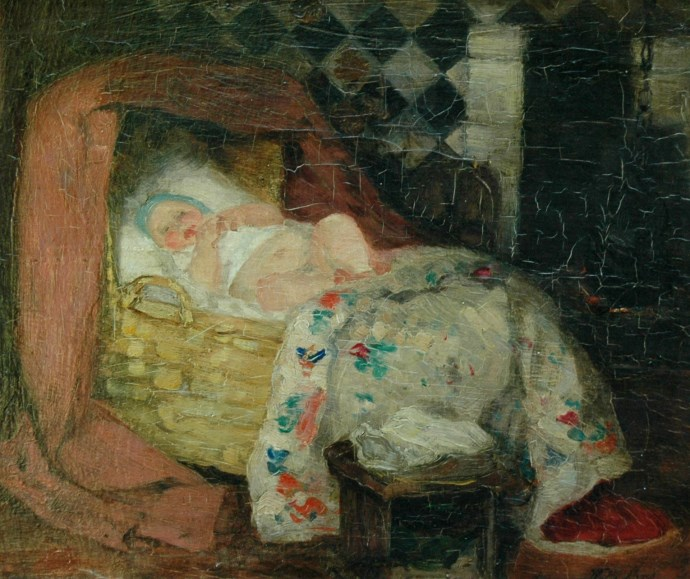
Interior amb nen al cistell
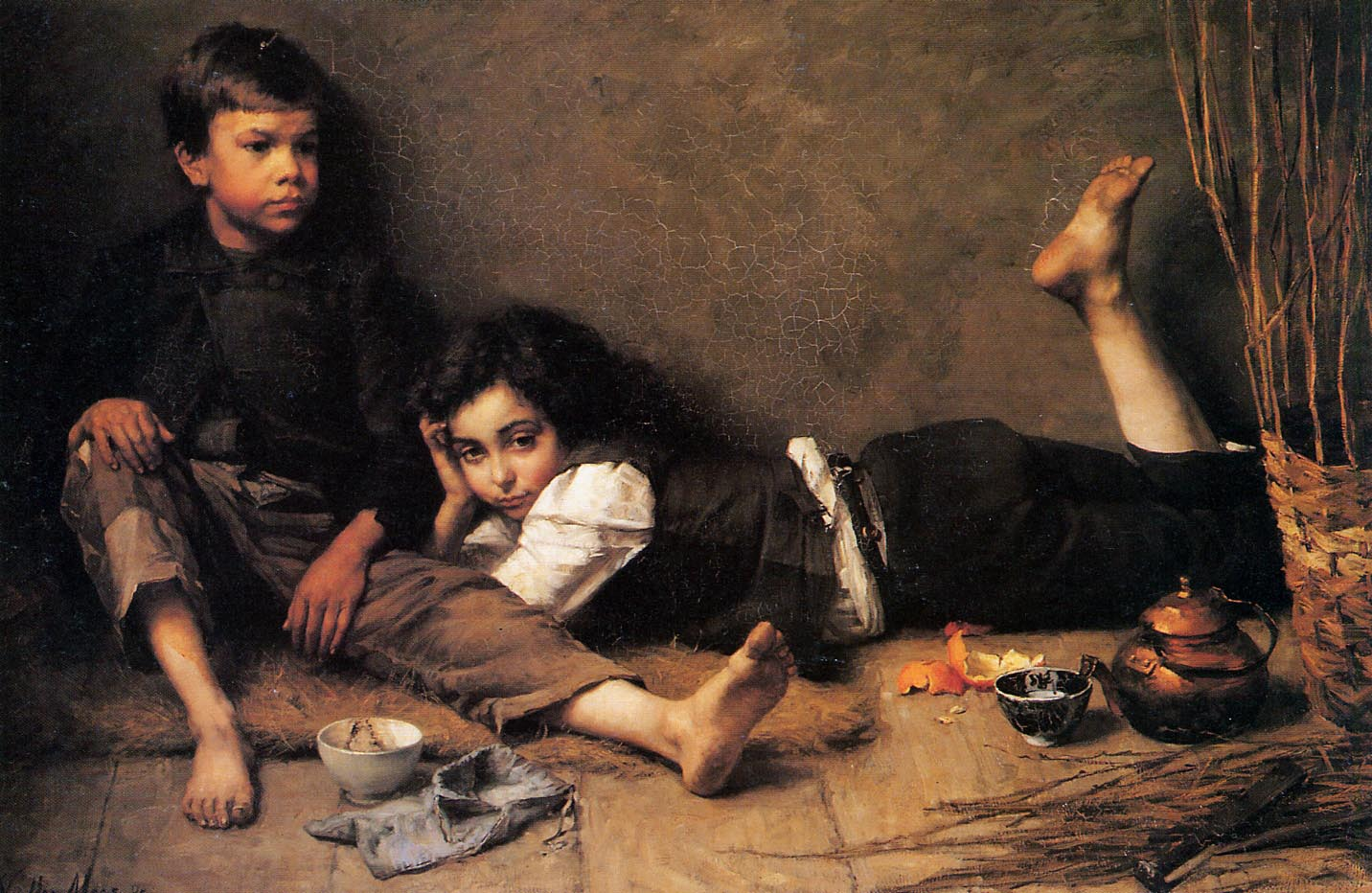
Hora d'esmorzar
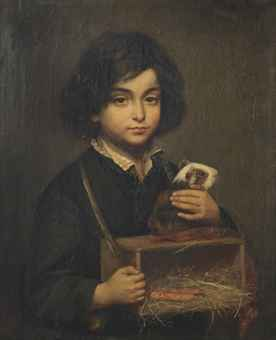
Noi amb conill porquí